# Pier Carlo Masini
Pier Carlo Masini (Cerbaia, 26 marzo 1923 – Firenze, 19 ottobre 1998) è stato un politico, giornalista e storico italiano.
Antifascista, è stato uno degli esponenti più in vista del socialismo libertario del secondo dopoguerra, un socialismo ispirato dalla tradizione anarchica internazionalista della fine dell'Ottocento e da quella socialista democratica e federalista di Turati, Merlino, Rosselli, Andrea Caffi e Giuseppe Faravelli.

## Biografia

### Gioventù e primi impegni politici: dalla scelta antifascista all'anarchismo
Pier Carlo Masini nacque a Cerbaia, frazione di San Casciano in Val di Pesa (in provincia di Firenze), il 26 marzo del 1923, figlio di Antonio Masini e di Ada Calamandrei. Inizia la propria attività politica e di studioso giovanissimo negli ambienti del movimento liberalsocialista di Tristano Codignola. Viene arrestato per attività antifascista il 21 gennaio 1942 e condannato a tre anni di confino da scontare a Guardia Sanframondi, nel beneventano, sul massiccio del Matese. Riacquistata la libertà, il 19 maggio del 1943, torna a Firenze, riprende i contatti con i vecchi compagni e si avvicina al Partito Comunista Italiano. Quando le operazioni militari della Seconda guerra mondiale travolgono anche la Toscana, Masini è in prima fila per aiutare la popolazione della sua zona, ricoprendo anche incarichi di responsabilità, come quello di vicesindaco di San Casciano Val di Pesa, nominato dagli Alleati, e come quello di membro del CLN locale in rappresentanza del Pci, senza tuttavia partecipare mai direttamente ad azioni militari.
Nel periodo compreso tra l'ultima fase del conflitto e i momenti immediatamente successivi alla liberazione, di fronte alla svolta di Salerno di Palmiro Togliatti e alla interpretazione della lotta al nazifascismo, Masini è legato da stretta amicizia e militanza a Zemiro Melas (Emilio) e maturano entrambi la scelta di abbandonare il Pci e si avvicinano al movimento anarchico. Masini e Melas scelgono gli anarchici, e la scelta è fatta con convinzione e dedizione (°). Tant'è che fra i primi giornali libertari usciti nella Toscana nei mesi successivi alla Liberazione, prima e dopo il congresso della Federazione Anarchica Italiana a Carrara, nel settembre del 1945, due numeri unici sono curati dallo stesso Masini a Firenze: «Passione rivoluzionaria», organo dei giovani anarchici toscani (estate 1945), e «Alba dei Liberi» (gennaio 1946), mentre Zemiro Melas pubblica nella rivista " Volontà " appena fondata da Giovanna Caleffi Berneri (vedova di Camillo Berneri) la poesia " Libertà Compagni Ascoltiamo ". Inoltre il 20-22 luglio 1946 Masini è rappresentante dei giovani anarchici fiorentini e del Valdarno inferiore al convegno giovanile anarchico di Faenza

### Dall'adesione alla FAI all'esperienza dei GAAP
Alcune figure dell'anarchismo storico sono state punto di riferimento culturale e politico per Masini: Michail Aleksandrovic Bakunin, Carlo Cafiero, Errico Malatesta e soprattutto Francesco Saverio Merlino e Camillo Berneri. Di Bakunin e Cafiero Masini ammira la dedizione alla causa, la coerenza e l'intensità emotiva della loro partecipazione agli eventi che li videro protagonisti; di Malatesta apprezza il pensiero semplice, lineare e razionale; di Merlino e Berneri valorizza la spregiudicatezza teorica, il “revisionismo”, la capacità di mettere a confronto e in discussione l'anarchismo con le altre correnti teoriche del movimento operaio e socialista. Non è un caso che fin dal dopoguerra Masini instaura un fertile rapporto epistolare con Aldo Venturini, curatore delle opere di Merlino, e con Giovanna Berneri, moglie di Camillo. Per meglio comprendere la profondità e l'intensità di queste collaborazioni va ricordata la pubblicazione nel 1957, per le edizioni De Silva e La Nuova Italia, insieme proprio con Aldo Venturini, del volume Concezione critica del socialismo libertario di Merlino o degli scritti scelti di Camillo Berneri, Pietrogrado 1917 Barcellona 1937, per la Sugar editore nel 1964, curati con Alberto Sorti.
Il rapporto con gli anarchici non è facile, il giovane Masini pieno di entusiasmo e di dinamismo spesso si scontra con compagni più anziani, esausti per la lunga lotta al fascismo, spesso isolati ed emarginati dall'egemonia marxista sui movimenti popolari. L'anarchismo italiano del dopoguerra, nonostante la grande tradizione, appare a Masini povero culturalmente ed organizzativamente, limitato e spesso sopraffatto da diatribe interne. Masini si propone di contribuire a disincagliare l'anarchismo dal peso della sua emarginazione, creando una rete di collaborazioni, spesso esterne al movimento, nella speranza che il travaso di culture diverse ma vicine possa in qualche modo far sbocciare una nuova pianta su una radice antica. L'idea di dare inizio a un processo di rinnovamento all'interno del movimento si concretizza attraverso il periodico «Gioventù anarchica» (1946-1947), redatto insieme a Carlo Doglio.
Masini prende contatto con aree culturali e politiche fra loro diverse, come quella del Movimento di Religione di Ferdinando Tartaglia e Aldo Capitini, o del periodico bergamasco «La Cittadella», o di piccole organizzazioni della “sinistra comunista” e trotzkista. All'interno della FAI, Masini si occupa inizialmente della Commissione antimilitarista mentre progressivamente il suo impegno si intensifica sia come conferenziere sia, dal 1948, come redattore di «Umanità Nova» e come collaboratore della rivista «Volontà» (1947-1949). Lo scontro interno alla Fai fra i giovani che si muovono intorno a Masini e le componenti più tradizionali del movimento, matura fra il congresso di Livorno (23-25 aprile 1949) e il congresso di Ancona (8-10 dicembre 1950). L'idea di Masini di un “partito libertario” con una dimensione teorica e pratica dell'anarchismo aderente alla nuova realtà economica, politica e sociale dell'Italia del dopoguerra, capace di stringere alleanze, su posizioni prettamente internazionaliste e legate alle lotte dei lavoratori, con una presenza costante all'interno del sindacato, sono le basi che portano alla nascita del periodico «L'Impulso» e dei “Gruppi anarchici d'azione proletaria” (Gaap).
Masini è tra i principali estensori delle tesi Sulla liquidazione dello Stato come apparato di classe che vengono presentate alla conferenza nazionale di Pontedecimo (GE) del 24-25 febbraio 1951 che segna la nascita ufficiale dei GAAP. La costituzione dell'organizzazione è anche però l'inizio per Masini di un lento ma costante distacco dall'anarchismo militante tradizionale che lo porta nel giro di pochi anni ad approdare al socialismo democratico. La maggiore passione di Masini, in questo periodo come per tutto il resto della sua vita, è la ricerca storica. Laureatosi in Scienze politiche a Firenze il 13 novembre 1946 si dedica con impegno nello studio della storia dell'anarchismo in questo periodo proprio per far fronte alle mistificazioni e all'egemonia culturale del Pci.
In questi anni in cui Masini ricopre l'incarico di redattore di «Umanità Nova» (dal 1948 agli inizi del 1950) e collabora con il «Libertario» (1950/52) non c'è numero di questi giornali su cui non venga riportato, oltre a quello di politica, un articolo di storia; si tratta di veri e propri saggi che, a volte, escono a puntate, mentre l'entusiasmo per l'analisi dei documenti, di libri e di riviste rare è documentato dalla rubrica firmata con lo pseudonimo “L'Archivista”. Costante, anche se molte volte il suo appello cade nel vuoto, è il richiamo di Masini alla necessità per gli anarchici di ricostruire il proprio percorso storico in forma critica, per strappare dall'anarchismo quell'etichetta di fenomeno folcloristico e “preistorico” della storia del movimento operaio, che gli storici allineati con le direttive del conformismo togliattiano tentano di attribuirgli. L'attività di ricerca va oltre gli ambiti militanti confrontandosi ben presto con quella parte della storiografia contemporanea sul movimento operaio che inizia allora a fare i primi passi. Ecco dunque la collaborazione alla rivista «Movimento operaio» di Gianni Bosio, con cui fra l'altro per circa vent'anni intrattiene una fittissima corrispondenza. In questa intensa fase di ricerca storica Masini collabora con il giovane Gino Cerrito e l'anziano militante Ugo Fedeli.

### Da Azione Comunista all'ingresso nel PSI
Intanto l'esperienza dei Gaap avvia la collaborazione con il movimento “Azione comunista”, un'area di militanti animata Giulio Seniga  - ex braccio destro di Pietro Secchia - provenienti da varie esperienze politiche dell'estrema sinistra (bordighisti, trotzkisti), come Giorgio Galli, Luciano Raimondi o Bruno Fortichiari, tra i fondatori del PCd'I nel 1921 ecc. che ha il merito, tra il 1956 e il 1958, durante e dopo la crisi ungherese, di rappresentare, con un vivace dibattito e un'intensa attività, la parte internazionalista e antistalinista della sinistra extraparlamentare italiana. Con Seniga, in particolare, Masini stringe una amicizia profonda e una collaborazione culturale che negli anni sessanta producono l'esperienza della casa editrice Azione Comune. Lo scioglimento dei Gaap - che nell'aprile del 1957 decidono di fondersi con i Gruppi d'azione comunista per creare il Movimento della Sinistra comunista -, l'affermarsi all'interno di quest'ultimo delle tendenze neo-leniniste, l'insuccesso organizzativo di MSC come forza alternativa al PCI e al PSI, convincono Masini ad abbandonare qualsiasi residuo militante e teorico libertario, per approdare fra la fine del 1958 e l'inizio del 1959 al Partito Socialista Italiano.
L'adesione al PSI, del gennaio 1959, viene preceduta dalla pubblicazione da parte di Masini de La corrente di "sinistra" vista da sinistra e Una classe un partito. Due documenti dichiaratamente internazionalisti, classisti e decisamente "antibolscevichi". La tesi principale dei documenti è quella che solo attraverso un partito socialista unificato, con al suo interno una corrente libertaria e internazionalista, è possibile smascherare l'inganno bolscevico, e dare una prospettiva politica alla classe operaia. È in questo denso periodo di partecipazione al dibattito politico che Masini entra in contatto con la redazione di «Corrispondenza socialista», stringe rapporti di amicizia con Giorgio Galli, Stefano Merli e Gaetano Arfé e, inoltre, incontra Giuseppe Faravelli, socialista gradualista di tradizioni turatiane, amico di Andrea Caffi e curatore della rivista indipendente «Critica sociale».
Sono questi gli anni in cui Masini si fa carico della ricerca storica, per scrivere saggi sulle tradizioni laiche, risorgimentali, libertarie, federaliste e anticlericali del primo socialismo italiano. In questo senso vanno anche letti i suoi interessi ed il suo notevole contributo alla riscoperta di personaggi importanti del movimento operaio italiano come ad esempio Arcangelo Ghisleri. L'uscita del volume, La scapigliatura democratica. Carteggi di Arcangelo Ghisleri: 1875-1890, curato da Masini, per conto delle edizioni Feltrinelli nel 1961 è una significativa chiave di lettura della concezione del suo metodo di ricerca storica e dei suoi interessi culturali. Ma la ricerca storica non distoglie Masini dalla militanza che anche nelle file socialiste non è tranquilla ma assume subito i tratti di un impegno critico.
Basta leggere i numerosi articoli di Masini sia sulla rivista «Critica Sociale», di cui sarà collaboratore per vent'anni, sia sul quotidiano «Avanti!», per capire la sua irrequietezza culturale. Masini, pur ricoprendo incarichi nel partito - nel Psdi, partito nel quale milita dal 1969 al 1992 e nel quale ricopre l'incarico anche di segretario provinciale di Bergamo e membro del Comitato centrale - non si candida mai a qualsiasi carica pubblica, né di consigliere comunale né di parlamentare, e motiva queste scelte con la volontà di mantenere una coerenza etica comportamentale, un proprio costante tratto distintivo. La sua originale concezione del Partito socialista e della sua funzione di sintesi fra le due anime, quella gradualista (Turati e Prampolini) e quella rivoluzionaria (Malatesta, Merlino e Berneri), rimane un caso isolato nel panorama del socialismo italiano di quegli anni.

### La ricerca storica e l'impegno culturale
In questo periodo continuano le collaborazioni alle riviste scientifiche come la «Rivista storica del socialismo» e «Movimento operaio e socialista». Ma escono anche i suoi primi lavori monografici. Nel 1958 viene pubblicato dalla casa editrice Avanti!, Gli internazionalisti. La Banda del Matese, 1876-1878, seguono a ruota i primi tre volumi degli scritti di Bakunin e nel 1963 La Federazione Italiana dell'Associazione Internazionale dei Lavoratori. Atti ufficiali 1871-1880 (atti congressuali; indirizzi, proclami, manifesti) (Edizioni Avanti!). Per capire l'importanza di questa attività c'è da considerare che nei primi anni sessanta, a parte piccole case editrici di movimento come le edizioni Antistato, la Fiaccola e la Libreria della Fai, non esistono collane o testi sull'anarchismo pubblicati da casa editrici note. Nel 1959 è uscito Il Socialismo anarchico in Italia di Enzo Santarelli, edito da Feltrinelli, poi nient'altro: gli scritti di Masini, sparsi su riviste e quotidiani, divengono quindi l'unico punto di riferimento sul piano della ricerca storica.
Solo più tardi, alla fine degli anni sessanta, le case editrici più importanti scoprono il tema dell'anarchismo. Proprio dalla scarsità di iniziative editoriali indipendenti nella sinistra nasce su iniziativa di Seniga la casa editrice Azione Comune che vede in Masini uno dei principali animatori. La collaborazione con la casa editrice è importante sotto diversi punti di vista: la linea editoriale tende a portare alla luce i temi dell'azione politica e culturale di Masini. Le pubblicazioni di Azione Comune offrono per la prima volta ai giovani lettori testi sconosciuti e inediti della storia del socialismo italiano ed internazionale. Scorrendo il catalogo della casa editrice si trovano nei vari titoli i temi cari a Masini e alla sua visione di un socialismo umanista e libertario. Nel 1962 Masini cura la prima edizione del volume di Rosa Luxemburg, Centralismo o democrazia (Replica a Lenin); nel 1966 pubblica l'opera di Camillo Berneri, Mussolini psicologia di un dittatore.
Ma la casa editrice sale alle cronache soprattutto per la pubblicazione del volume di Guelfo Zaccaria, 200 comunisti italiani tra le vittime dello stalinismo, con in appendice un appello del “Comitato italiano per la verità sui misfatti dello stalinismo”, uno dei rari volumi, forse l'unico a quel tempo in lingua italiana, di denuncia seria e corretta della barbarie del regime sovietico e delle complicità e delle responsabilità del PCI nella scomparsa di tanti italiani nel gorgo della repressione staliniana. Sul piano storiografico proprio nell'ambito delle celebrazioni del centenario della nascita della Prima Internazionale è Masini a farsi carico di difenderlo e studiarlo. La sua comunicazione al convegno di Firenze su Il movimento operaio e socialista. Bilancio storiografico e problemi storici del 18-20 gennaio 1963, La Prima internazionale in Italia, rimane negli annali della storiografia. In questo lavoro minuzioso va inserita la pubblicazione del volume Storia degli anarchici italiani. Da Bakunin a Malatesta, (1969), la biografia di Cafiero (1974) e la Storia degli anarchici nell'epoca degli attentati (1981), pubblicati tutti della casa editrice Rizzoli di Milano.
La presenza di Masini è costante nei numerosi convegni a carattere storico, sia militanti che no, come quello organizzato dalla Fondazione Luigi Einaudi a Torino nel dicembre 1969, Anarchici e anarchia nel mondo contemporaneo, o quello sul centenario della morte di Bakunin del Centro studi Pinelli di Milano, a Venezia nel 1976, inizio di una nuova stagione di analisi e riflessioni storiche. Masini nel 1969 fonda a Bergamo la Biblioteca Max Nettlau, che per anni, in tempi difficili per la ricerca di materiali preziosi, rappresenta una tappa fondamentale per chiunque si accinga allo studio dell'anarchismo. Nel '78 escono i volumi Poeti della rivolta, da Carducci a Lucini e Eresie dell'Ottocento. Alle sorgenti laiche, umaniste e libertarie della democrazia italiana. Negli ultimi anni della sua vita Masini si è dedicato a studi su Manzoni, Alfieri e Porta. Nel 1993 partecipa alla fondazione della «Rivista Storica dell'Anarchismo» di cui sarà membro del comitato scientifico. Masini muore a Firenze il 19 ottobre 1998.

## Scritti di Pier Carlo Masini
- Anarchici e comunisti nel movimento dei consigli a Torino. Primo dopoguerra rosso 1919-1920, Torino, Gruppo "Barriera di Milano", 1951 (ristampa, Firenze, 1970 e 1972).
- Antonio Gramsci e l'Ordine Nuovo visti da un libertario, Livorno 1956.
- Gli internazionalisti e la Banda del Matese, 1876-1878, Milano-Roma 1958.
- (a cura di) La Federazione Italiana dell'Associazione Internazionale dei Lavoratori. Atti ufficiali 1871-1880 (atti congressuali; indirizzi, proclami, manifesti), Milano, Edizioni Avanti!, 1963.
- Storia degli anarchici italiani. Da Bakunin a Malatesta (1862-1892), Milano 1969.
- Cafiero, Milano 1974 (poi Pisa, Nuova edizione, BFS edizioni, 2014).
- Eresie dell'Ottocento. Alle sorgenti laiche, umaniste e libertarie della democrazia italiana, Milano 1978.
- Poeti della rivolta. Da Carducci a Lucini, Milano 1978.
- I leaders del movimento anarchico, Bergamo 1980.
- Storia degli anarchici italiani nell'epoca degli attentati, Milano 1981.
- Manzoni, Pisa, BFS edizioni, 1996.
- Alfieri, Pisa, BFS edizioni, 1997.
- Porta, Pisa, BFS edizioni, 1997.
- Il sol dell'avvenire (con Maurizio Antonioli), Pisa, BFS edizioni, 1999.
- Mussolini. La maschera del dittatore, Pisa, BFS edizioni, 1999.
- Pinelli. La diciassettesima vittima con Amedeo Bertolo, Camilla Cederna, Corrado Stajano, Pisa, BFS edizioni, 2006.
- Le parole del Novecento, Pisa, BFS edizioni, 2010.

## Scritti su Pier Carlo Masini
- Carlo Francovich, La Resistenza a Firenze, Firenze 1961, ad indicem.
- C. Salvianti, R. Ciapetti, Lotte politiche e sociali in Val di Pesa. Dal primo dopoguerra alla Liberazione (1919-1944), Firenze 1979, ad indicem.
- E. Nicolini, Uno schedato politico: Aldo Capitini, «Il Ponte», n. 1, gen. 1990, pp. 46-53.
- A. Ciampi, La “Gioventù Anarchica” di Carlo Doglio a un anno dalla scomparsa, «Rivista storica dell'anarchismo», n. 2, lug.-dic. 1996, pp. 119-142.
- R. Broggini, Masini, storico dell'anarchia, «La Regione Ticino», n. 244, 24 ott. 1998.
- F. Bertolucci  e C. Venza, Pier Carlo Masini, «Umanità nova», n. 35, 15 nov. 1998, p. 3.
- G. Mangini, Un ricordo di Pier Carlo Masini, «Settegiorni», n. 19, 5 nov. 1998.
- N. Musarra, Pier Carlo Masini, «Sicilia libertaria», nov. 1998, p. 9.
- G. Landi, Uno studioso e un amico, «A/Rivista Anarchica», n. 250, dic. 1998 – gen. 1999, pp. 33-36[5]
- F. Bertolucci, Pier Carlo Masini, «Rivista storica dell'anarchismo» n. 2, giu.-dic. 1998, pp. 5-12.
- Guida agli archivi delle personalità della cultura in Toscana tra '800 e '900. L'area pisana, a cura di E. Capannelli e E. Insabato, Firenze, Olschki, 2000, pp. 190-197.
- Pier Carlo Masini. Un profilo a più voci. Atti della giornata di studi sulla figura e l'opera di Pier Carlo Masini, Bergamo 16 gennaio 1999, a c. di G. Mangini, Bergamo 2001
- F. Bertolucci, Pier Carlo Masini, in Dizionario biografico degli anarchici italiani, Tomo 2, I-Z, Pisa, BFS edizioni, 2004, pp. 121-125.
- F. Bertolucci e G. Mangini (a cura di), Pier Carlo Masini. Impegno civile e ricerca storica tra anarchismo, socialismo e democrazia, Pisa, BFS edizioni, 2008.
- G. Mangini, Masini, Montanelli e le parole della storia, in P.C. Masini, Le parole del Novecento, Pisa, BFS edizioni, 2010, pp. 5-45.
- G. Seniga, Credevo nel partito. Memorie di un riformista rivoluzionario, a cura di M. A. Serci e M. Seniga, Pisa, BFS edizioni, 2011.
- Gruppi anarchici d'azione proletaria. Le idee, i militanti, l'organizzazione. Tomo 1. Dal Fronte popolare alla "Legge truffa" la crisi politica e organizzativa dell'anarchismo, a cura di F. Bertolucci, Pisa-Milano, 2017.